# Aiko Kitahara
Aiko Kitahara (北原愛子, Kitahara Aiko) est une chanteuse japonaise née un 11 octobre à Osaka. Elle sort 18 singles et 6 albums en solo dans les années 2000 sur le label GIZA studio. 
Huit de ses chansons ont servi de génériques à des séries télévisées anime, dont Détective Academie Q, MÄR, Kekkaishi, Golgo 13.
Elle est l'homonyme phonétique d'une écrivaine : Aiko Kitahara (ja) (北原亞以子).

## Discographie

### Albums
1. 2002.07.17 : Sol de verano (mini-album)
2. 2003.11.19 : PIECE OF LOVE
3. 2005.05.11 : Message
4. 2006.08.09 : Sea
5. 2007.09.26 : SHANTI
6. 2009.06.24 : AIKO KITAHARA BEST (compilation)

### Singles
1. 2002.05.29 : Grand blue (thème d'ouverture de la série Tenshi na Konamaiki)
2. 2002.11.06 : Sun rise train / Kimi no Egaku Sono Mirai (君の描くその未来) (thème d'ouverture de la série Tenshi na Konamaiki)
3. 2003.06.04 : Himawari no You ni (向日葵のように)
4. 2003.08.06 : Niji Iro ni Hikaru Umi (虹色にひかる海) (thème de fin de la série Détective Academie Q)
5. 2003.09.25 : special Days!!
6. 2004.03.24 : Omoide ni Sukuwaretemo (思い出にスクワレテモ)
7. 2004.07.28 : DA DA DA
8. 2005.02.09 : Fuyu Urara (冬うらら)
9. 2005.07.20 : Te Quiero Te Amo ~Natsu no Natsu no Koi~ (テ・ケロ テ・アモ～夏の夏の恋～)
10. 2006.01.18 : TANGO (thème de fin de la série Fighting Beauty Wulong)
11. 2006.04.26 : Mou Ichido Kimi ni Koishiteiru (もう一度 君に恋している)
12. 2006.07.19 : Moshimo Umare Kawattara Mou Ichido Aishitekuremasuka? (もしも生まれ変わったら　もう一度　愛してくれますか?) (thème de fin de la série Government Crime Investigation Agent Zaizen Jotaro)
13. 2006.11.01 : Mou Kokoro Yuretari Shinaide (もう心揺れたりしないで) (thème de fin de la série MÄR)
14. 2007.03.21 : Sekaijuu Doko wo Sagashitemo (世界中どこを探しても) (thème de fin de la série Kekkaishi)
15. 2007.08.22 : SAMBA NIGHT
16. 2008.08.06 : AMORE ~Koise yo! Otometachi yo!!~ (AMORE ～恋せよ! 乙女達よ!!～)
17. 2008.11.05 : Sono Egao yo Eien ni (その笑顔よ 永遠に) (thème de fin de la série Golgo 13)
18. 2009.02.04 : Harukaze ga Mau Koro ni wa (春風が舞う頃には)

### Vidéos
1. 2006.01.01 : AIKO KITAHARA Visual Collection
2. 2008.10.08 : AIKO KITAHARA Visual Collection Vol.2